# Villa d’Adda

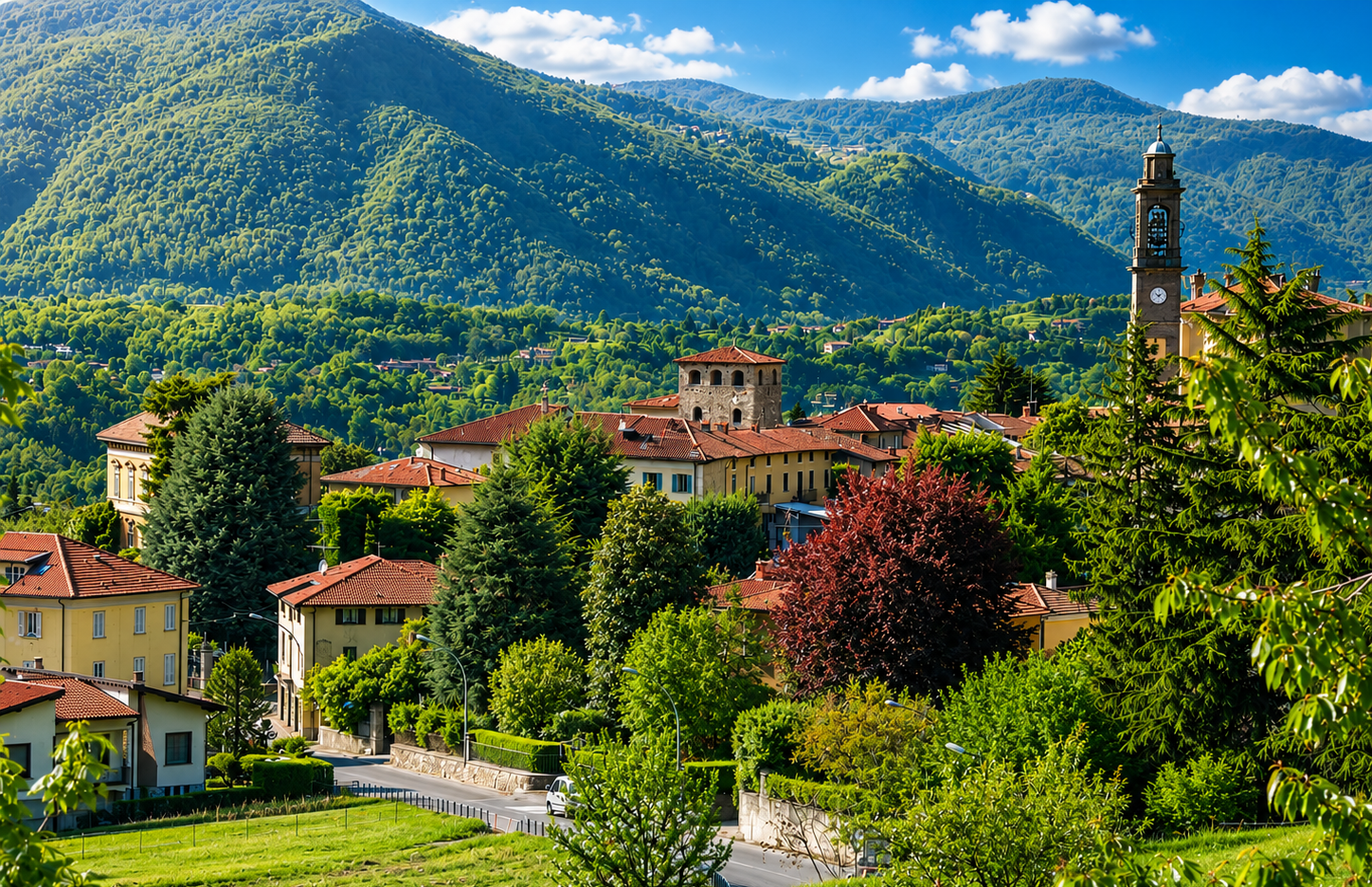
Das Stadtzentrum

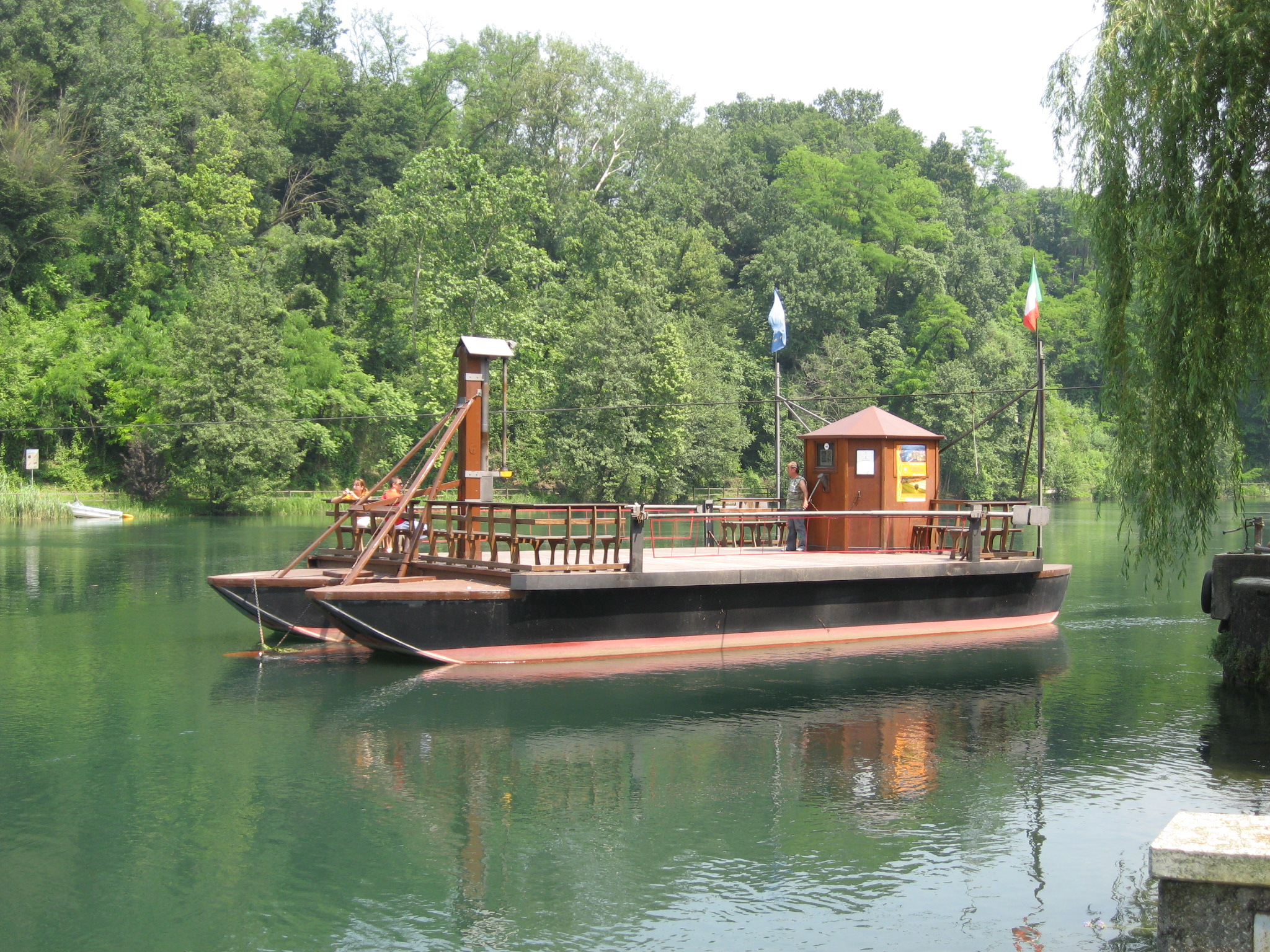
Traghetto di Leonardo

Villa d’Adda (zu Deutsch etwa Adderdorf) ist eine Gemeinde in der Provinz Bergamo in der italienischen Region Lombardei mit 4607 Einwohnern (Stand 31. Dezember 2023). 

## Geographie
Villa d’Adda liegt 16 km westlich der Provinzhauptstadt Bergamo, 14 km südlich der Stadt Lecco, 35 km südöstlich der Schweizer Grenze und 35 km nordöstlich der Metropole Mailand.
Die Nachbargemeinden sind Brivio (LC), Calco (LC), Calusco d’Adda, Carvico, Imbersago (LC), Pontida und Robbiate (LC).